# Red Europea de Vida Independiente
La Red Europea de Vida Independiente (R.E.V.I.) (European Network on Independent Living (ENIL)) es una malla de asociaciones de personas con discapacidad a nivel europeo.
Representa un foro pensado para todas aquellas personas con discapacidad, organizaciones que trabajan para promover la vida independiente de estas personas y aliados sin discapacidad que trabajen en temas de este movimiento.
La red representa la inclusión social basada en la solidaridad, el apoyo mutuo, la desinstitucionalización, democracia, autorrepresentación y autodeterminación de las personas y entidades que la integran. Hace hincapié en la infra-representación de estas personas tanto en las políticas hacia la discapacidad como en la sociedad en general, por lo que busca la ciudadanía y los derechos humanos completos para todos. La visión del mundo de la red es un lugar donde cada persona pueda disfrutar de todos los derechos de la Declaración Universal de los Derechos Humanos y la Convención sobre los Derechos de las Personas con Discapacidad.

## Contexto
El movimiento por la vida independiente comienza en Berkeley, California en 1972, donde se funda el primer centro, inspirado en el  Movimiento por los derechos civiles en Estados Unidos y el movimiento de Emancipación de la mujer.
Siguiendo estos principios, la red proclama para las personas con cualquier discapacidad y cualquier edad el derecho a:
- vivir en comunidad, como opuesto a la vida en una institución.
- las mismas opciones que el resto de la sociedad en el acceso a vivienda, transporte, educación y empleo.
- participar en la vida social, económica y política de su comunidad.
- tener una familiar y vivir como responsables y miembros de los derechos, deberes y privilegios que esto conlleva y desarrollar el potencial que la persona tenga.

El movimiento Independent Living cambió el sujeto de la discapacidad desde la óptica de la caridad a la de los derechos humanos, del modelo médico al modelo de derechos humanos evitando el modelo social de discapacidad. El modelo médico describe a las personas como pacientes, mientras el modelo social define a las personas con discapacidad como consumidores, ninguno de los dos se encuentran relacionados con la óptica de los derechos humanos.
Bregando con el modelo social de discapacidad, la REVI reconoce a las personas con discapacidad como expertos consultores en el diseño, desarrollo y manejo de servicios para la discapacidad, luchando para que la población con discapacidad tenga el derecho a servicios de calidad basados en la comunidad y a una asistencia personal.